# Zhang Jiankang
Zhang Jiankang (张建康S, ZhāngjiànkāngP; Yibin, 25 agosto 1998) è un giocatore di snooker cinese.

## Carriera
Interessatosi di snooker grazie alle abilità del padre, giocatore di alcuni club cinesi, e a Ding Junhui, che ha valorizzato questo sport in patria all'inizio degli anni 2000, Zhang Jiankang viene accettato nella CBSA Academy nel 2014.
Nella stagione 2016-2017 gli vengono date due opportunità per incominciare a giocare nel Main Tour: all'International Championship, dove Zhang vince il turno delle wildcard contro Ross Muir, ma viene eliminato da Stuart Bingham all'inizio del torneo, e all'Haining Open, in cui esce anche qui al primo turno.
Il cinese ottiene poi una carta da due stagioni nell'aprile del 2018, dopo essersi classificato al primo posto nel Ranking del CBSA China Tour. Arrivato tra i professionisti all'inizio del 2018-2019, Zhang raggiunge il secondo turno al Paul Hunter Classic e all'English Open. Allo Scottish Open si ferma invece al terzo, battuto da Judd Trump per 4-1. Iniziata l'annata successiva all'85º posto in classifica, il cinese riesce ad arrivare agli ottavi di finale nello Scottish Open, eliminando Chen Feilong, John Astley e Tom Ford, e venendo a sua volta sconfitto da Scott Donaldson con il punteggio di 4-2.

## Ranking
| Stagione  | Ranking iniziale | Ranking finale |
| --------- | ---------------- | -------------- |
| 2018-2019 | Non classificato | 113            |
| 2019-2020 | 85               |                |

Century Breaks2
Miglior Break102